# Osi Rhys Osmond
Osi Rhys Osmond (28. června 1943 – 6. března 2015) byl velšský malíř a televizní a rozhlasový moderátor. Narodil se v jihovelšské vesnici Wattsville do hornické rodiny a studoval na Newport Art College a Cardiff Art College. Ve své tvorby se inspiroval svou fascinací pestrými barvami, které mu dle jeho slov umožňovaly vyjadřovat své myšlenky skrz malování. V roce 2006 moderoval televizní pořad Byd o Liw na stanici S4C. Rovněž působil na rozhlasové stanici BBC Radio 3. Před jeho smrtí o něm byl natočen dokumentární film. Rovněž se věnoval pedagogické činnosti.